# ویئی

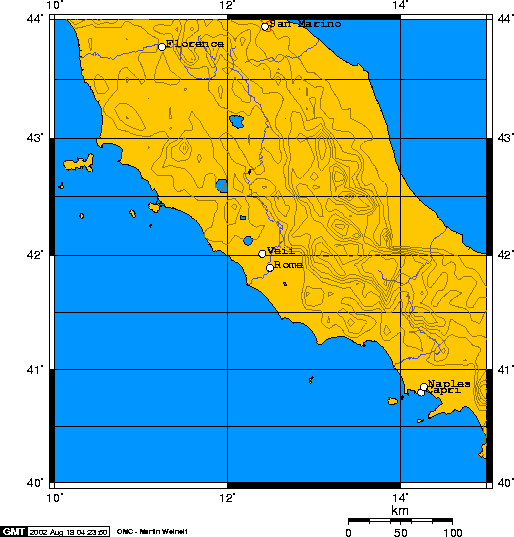
موقعیت ویئی نسبت‌به روم

وِیئی (به لاتین: Veii) یکی از دوازده دولت‌شهر مؤتلفه‌ی اتروسکان و مهم‌ترین و ثروتمندترینِ این شهرها بود که در مرزهای جنوبی اتروریا ــ ۱۶ کیلومتری شمال روم ــ قرار داشت. به مدت سیصد سال، این شهر با پادشاهی روم و سپس جمهوری روم شهر متناوباً در صلح و جنگ بود و سرانجام در ۳۹۶ ق.م. به‌دستکامیلوس، سردار رومی، پس از محاصره‌ای ده ساله، طی نبرد ویئی سقوط کرد و مستعمره‌ی روم شد. این شهر اکنون یک محوطه باستانی حفاظت‌شده در رم است.